# Daniel Ollhage
Daniel Ollhage, född 19 juli 1975 i Lund, är en svensk radioprogramledare, discjockey, låtskrivare och musikproducent.
Ollhage arbetade på radiostationen Rix FM under åren 2000–2005. Under sommaren 2005 sände han tillsammans med Mikaela de Ville sommarprogrammet Rix FM Semester från Liseberg i Göteborg. Sedan april 2013 är han programledare på Guldkanalen i Skåne. Han har tidigare också varit programledare på bland annat Radio AF i Lund, Mix Megapol/Radio City i Malmö och på Radio Båstad.